# Parascholzite
La parascholzite è un minerale.